# M.P. Friis
Michael Petersen Friis (født 22. oktober 1857 på Marienlund, Odense, død 20. april 1944 i København) var en dansk embedsmand og statsminister fra 5. april 1920 til 5. maj 1920. 
Friis beskæftigede sig i sine yngre år med journalistik, hvor han på trods af sine konservative anskuelser gik ind for kvindelig valgret. I denne periode forfattede han en del artikler om danske politikere til Dansk Biografisk Leksikon. Han blev cand.jur. fra Københavns Universitet i 1883 og var fra 1904-11 departementschef i Justitsministeriet og herefter indtil 1923 leder af Overformynderiet. Under 1. verdenskrig stod han i spidsen for Den overordentlige Kommission, som forvaltede det omfattende lov- og reguleringssystem, som den radikale regering havde iværksat med henblik på samfundets forsyningssikkerhed. 
Da Christian 10. under Påskekrisen 1920 havde afskediget ministeriet Liebe, udnævntes i stedet et upolitisk ministerium med Friis som statsminister, og det var denne gang med accept fra alle Folketingets partier. Selv om Friis var en mand af udpræget konservativ observans, var han respekteret også blandt radikale og socialdemokrater på grund af den indsats, han havde gjort i Den Overordentlige Kommission, hvor han havde haft et nært og tillidsfuldt samarbejde med de radikale ministre. Ministeriet M.P. Friis fungerede i en måned og demissionerede efter folketingsvalget, hvor Venstre med Niels Neergaard som statsminister kom til magten.
Fra 1928-36 var Friis formand for Overfredningsnævnet. Han var Storkorsridder af Dannebrogordenen, Dannebrogsmand og modtog Fortjenstmedaljen i guld.
M.P. Friis er begravet på Københavns Vestre Kirkegård.